# Viréo à moustaches
Vireo altiloquus
Espèce
Répartition géographique
Statut de conservation UICN

 LC  : Préoccupation mineure
Le Viréo à moustaches (Vireo altiloquus) est une espèce de passereaux de la famille des Vireonidae.

## Description
Le Viréo à moustaches a une couronne brunâtre. Les parties supérieures sont olive terne. Les primaires et secondaires sont sombres et la queue est olive. Il possède un sourcil allant du blanchâtre au chamois pâle et son œil est traversé d'un fin trait sombre. Les côtés de la tête sont chamois et une ligne sombre de chaque côté du menton est présente. Les flancs vont de olive jaunâtre pâle à olive grisâtre. Le dessous de la queue est jaune pâle. La partie inférieure est blanche et le dessous des ailes est blanc jaunâtre.

## Habitat
Le viréo à moustaches vit dans les forêts, les plantations et les jardins ruraux.

## Nidification
Il construit son nid avec de l'herbe, des feuilles, des fragments de feuille de palmier, le tout lié avec des radicelles.

## Reproduction
Ses œufs sont ovales, blanc tachetés et pointillés de pourpre et de noir.

## Répartition et sous-espèces
Selon la classification de référence du Congrès ornithologique international (15.1, 2025) il se répartit en six sous-espèces (ordre phylogénique) :
- V. a. barbatulus (Cabanis, 1855) — littoral de la Floride, Cuba et Bahamas ;
- V. a. altiloquus (Vieillot, 1808) — Grandes Antilles ;
- V. a. barbadensis (Ridgway, 1874) — de Saint-Croix à la Barbade et la Grenade ;
- V. a. bonairensis Phelps & Phelps Jr, 1948 — îles Sous-le-Vent ;
- V. a. grandior (Ridgway, 1884) — îles de la Providence et Santa Catalina ;
- V. a. canescens (Cory, 1887) — San Andrés.

Sa présence est incertaine aux îles mineures éloignées des États-Unis et à Saint-Barthélémy.
Il est accidentel au Belize et au Costa Rica.